# José Luis Cuciuffo
José Luis Cuciuffo (ur. 1 lutego 1961 w Córdobie, zm. 11 grudnia 2004 w prowincji Buenos Aires) – argentyński piłkarz grający jako obrońca.

## Kariera klubowa
Był zawodnikiem drużyn Chaco For Ever i Talleres Córdoba, a także CA Vélez Sarsfield. W 1987 przeszedł do Boca Juniors, gdzie grał na pozycji stopera. Przez 3 sezony występował też w Nîmes Olympique z francuskiej Ligue 1 – jedynym klubie z Europy w karierze Argentyńczyka. Po powrocie do Argentyny w 1993 grał w barwach Belgrano Córdoba, kończąc tam piłkarską karierę.

## Kariera reprezentacyjna
Został powołany do reprezentacji kraju na mistrzostwa świata w Meksyku w 1986; nie wystąpił w pierwszym meczu turnieju z Koreą, ale w kolejnym spotkaniu z Włochami zagrał na prawej obronie, niespodziewanie zastępując Néstora Clausena. W pozostałych meczach mundialu zagrał w pełnym wymiarze czasu, kolejno z Bułgarią, w 1/8 finału z Urugwajem, w ćwierćfinale z Anglią, w półfinale z Belgią i wreszcie w finale z Niemcami. Szczególnie dobre recenzje zebrał za mecz finałowy.
Powołany do kadry argentyńskiej na dwa turnieje finałowe Copa America – w 1987 zajął wraz z zespołem 4., a w 1989 3. miejsce.

## Śmierć
Zginął w wypadku, śmiertelnie postrzelony w trakcie polowania.

## Sukcesy

### Klubowe
Boca Juniors
- Supercopa Sudamericana: 1989

### Reprezentacyjne
Argentyna
- Złoty medal Mistrzostw Świata: 1986